# Martinskirche (Breslau)
Die Martinskirche (polnisch Kościół św. Marcina) ist eine römisch-katholische Kirche des Erzbistums Breslau auf der Dominsel in Breslau, Polen.

## Geschichte
Die Martinskirche ist eine der ältesten Kirchen Breslaus. Sie wurde bereits 1149 erwähnt und als Burgkirche der Burg auf der Dominsel gebaut. Später kam sie an das Kloster Elbing, als dessen Stifter Heinrich IV. gilt. Heinrich IV. wollte die Kirche als Mausoleum für seine Familie gestalten, wozu es jedoch nicht kam, da er vor Fertigstellung des Umbaus verstarb. Die Klosterkirche wurde im 13. Jahrhundert von Wiland ausgebaut. Der Ausbau wurde 1287 unterbrochen, als mit dem Bau der nahe gelegenen Kreuzkirche begonnen wurde. 1368 gehörte die Kirche dem Kloster Elbing. 
Die Kirche wurde während des Zweiten Weltkriegs größtenteils zerstört. Sie wurde in den Jahren von 1957 bis 1960 rekonstruiert. 1968 wurde der Innenraum gestaltet und später ein Denkmal für Papst Johannes XXIII. vor der Kirche aufgestellt.